# سبيل الأمير شيخو
سبيل الأمير شيخو هو سبيل يقع بشارع باب الوداع بالحطابة بحي الخليفة أمام ضريح يونس الداوادار، بالقاهرة. السبيل يحمل رقم 147 بسجلات وزارة الآثار المصرية.
قام ببنائه الأمير شيخو العمرى الناصرى عام 775 هـ/ 1354م ويعتبر السبيل الوحيد المحفور في الصخر كما أنه من الأمثلة النادرة في طراز الأسبلة المنفصلة غير الملحقة بمسجد أو مدرسة أو خانقاه أو منشأة دينية أو مدنية، وله واجهة واحدة على شكل مستطيل مطلة على شارع باب الوداع تتوسطها حنية مجوفه بداخلها خمسة عقود مدببة في صف واحد ويتوسط هذه الحنية فتحة الدخول إلى السبيل حيث تفضى إلى حجرتين تلى إحداهما الأخرى، وتمثلت الزخارف في سبيل الأمير شيخو في الزخارف النباتية المتداخلة.

## الترميم
في 2020 قامت مبادرة سيرة القاهرة بحملة موسعة تطوعية لتنظيف السبيل حيث كان السبيل قد تحول لمقلب قمامة مهجور، وأستغرق التنظيف عدة مراحل، بداية بإزالة الرديم حول الباب الحديدي وإزالة القمامة والردش من مدخل السبيل ثم تنظيف حجرة التسبيل بشكل كامل، وإظهار الأرضية الحجرية للسبيل، وتجميع الحجر المتناثر على الجوانب، ثم غلق فتحة الصهريج بغطاء خشبي. وفي عام 2021 أستكملت وزارة الأثار أعمال الترميم والتي شملت التنظيف الميكانيكي لأحجار واجهات السبيل،؛ وإظهار النقوش الكتابية والزخارف الموجودة بها، كما تم إزالة التعديات الحديثة على جانبيه ووضع سياج حديدي لحمايته.